# Makita Samba
Makita Samba (* 1987 in Paris) ist ein französischer Schauspieler.

## Leben
Makita Samba fand bereits als Kind Gefallen an der Schauspielerei. Er spielte in der Schule Theater und trat später der Musical-Comedy-Truppe White Mask an der American University of Paris bei. Nach Beginn eines Jurastudiums, an dem er keinen Gefallen fand, entschied er sich für eine professionelle Schauspielausbildung an der Privatschule Cours Florent. Dort besuchte er die Classe Libre von 2008 bis 2012. Zu seinen Mentoren gehörte Suzanne Marrot und Samba wurde für seine Leistung im Jahr 2012 mit dem Prix Olga Horstig ausgezeichnet. Spätere studierte er auch am Conservatoire national supérieur d’art dramatique (CNSAD).

## Karriere
Seit 2011 hat Samba in zahlreichen Theaterproduktionen mitgewirkt. Mit Kommilitonen vom Cours Florent gründete er auch eine eigene Theaterkompanie, Les Ames Visibles, mit der er in Paris auftrat. Kritikerlob erhielt Samba 2017 für seine Darstellung des Sigismund in Clément Poirées Inszenierung von Das Leben ist ein Traum (La vie est un songe) am Pariser Théâtre de la Tempête.
Parallel zu seiner Theaterkarriere übernahm Samba Rollen in Film- und Fernsehproduktion. Sein Kinodebüt gab er mit einem kleinen Part in dem Filmdrama À moi seule (2012). Wiederkehrende Fernsehrollen übernahm er in der französischen Actionserie No Limit (2012–2015, als Arthur Lefranc) und in der Krimiserie Candice Renoir (2016, als Kévin Slami).
Einem größeren deutschsprachigen Kinopublikum wurde Samba mit seiner Hauptrolle in der österreichischen Koproduktion Angelo (2018) bekannt. In dem Historiendrama verkörperte er die Titelfigur im mittleren Alter. Regisseur Markus Schleinzer hatte ihn als ersten unter den fünf Angelo-Darstellern ausgewählt, da er in den historischen Kontext passte. Er war weder hochtrainiert, noch besaß er Tätowierungen, die ihn etwa auf den Stereotyp des Gangsterrappers oder Drogendealers hätten festlegen können, so Schleinzer. Es folgte u. a. die männliche Hauptrolle in Jacques Audiards Wo in Paris die Sonne aufgeht (2021). Für diese Leistung erhielt er bei der Verleihung der französischen Prix Lumières 2022 eine Nominierung als bester Nachwuchsdarsteller.

## Filmografie
- 2012: À moi seule
- 2013: Le débarquement (Fernsehserie, 1 Folge)
- 2013: Tripaliare (Kurzfilm)
- 2012–2015: No Limit (Fernsehserie, 19 Folgen)
- 2016: Candice Renoir (Fernsehserie, 3 Folgen)
- 2016: La nuit d’Émile (Kurzfilm)
- 2017: Liebhaber für einen Tag (L’amant d’un jour)
- 2018: Angelo
- 2020: Red Star (Kurzfilm)
- 2020: Make Paul Great Again (Kurzfilm)
- 2021: Wo in Paris die Sonne aufgeht (Les Olympiades)
- 2025: Kika